# Františka Auerspergová
Františka Antonie z Auerspergu, rozená Henn von Henneberg-Spiegel (21. června 1814 – 16. června 1901 Hartenberg) byla česká šlechtična a v druhé polovině 19. století majitelka panství Hřebeny a Liboc.

## Život
Po smrti manžela Josefa Jáchyma z Auerspergu v roce 1857 zdědila velkostatek Hřebeny a Liboc. Smrtí c. k. komorníka Josefa Jáchyma vymřela česká větev Auerspergů ve vollradské linii.
Angažovala se v řadě dobročinných aktivit, jež spočívaly v podporování kostelů, škol a špitálů na jejím velkostatku. Mezi lety 1885–1887 zorganizovala výherní loterii, jejíž výtěžek byl určen pro zvelebení chrámu na poutním místě Chlum Svaté Maří.
Věnovala se také péči o rodinný archiv Auerspergů.
Jako svou dědičku určila neteř Marii Henn von Henneberg-Spiegel.

## Vyznamenání
- Řád hvězdového kříže – udělen v roce 1873 císařovnou Alžbětou